# Deskova vas
Déskova vás je naselje v Sloveniji.

## Geografija
Povprečna nadmorska višina naselja je 400 m.
Pomembnejša bližnja naselja so: Stari trg ob Kolpi (0,7 km), Predgrad (1,5 km) in Črnomelj (19 km).